# Patrice Kwedi
Patrice Kwedi (Yaounde, 30. rujna 1983.) kamerunski je nogometaš koji igra na poziciji braniča. Trenutačno igra za Bedekovčinu.

## Vanjske poveznice
- HNL statistika